# Heike Friedrich
Heike Friedrich, född den 18 april 1970 i Karl-Marx-Stadt är en tysk före detta simmare som under 1980-talet tävlade för Östtyskland. 
Friedrich slog igenom som simmare när hon vid EM 1985 i Sofia i Bulgarien vann fem guld som 15-åring. Det blev guld på både 100 och 200 meter frisim samt guld i lagkapperna på 4 x 100 meter frisim, 4 x 200 meter frisim och 4 x 100 meter medley. Vid VM 1986 på lång bana blev det individuella guld på både 200 och 400 meter frisim. Nästa större mästerskap för henne blev EM 1987 i Strasbourg där det blev guld individuellt på 200 och 400 meter frisim. 
Friedrich deltog vid OS 1988 i Seoul där hon vann guld på 200 meter frisim och 4 x 100 meter frisim.

### Fotnoter
1. ↑  ”Arkiverade kopian”. Arkiverad från originalet den 24 augusti 2015. https://web.archive.org/web/20150824021342/http://www.fina.org/H2O/docs/histofina/swimming_50m.pdf. Läst 21 augusti 2015. HistoFINA - SWIMMING
MEDALLISTS AND STATISTICS AT FINA WORLD CHAMPIONSHIPS (50M) (engelska)
2. ↑  ”Heike Friedrich Bio, Stats, and Results - Olympics at Sports.reference.com”. sportsreference.com. Sportsreference. Arkiverad från originalet den 22 maj 2009. https://web.archive.org/web/20090522040545/http://www.sports-reference.com/olympics/athletes/fr/heike-friedrich-1.html. Läst 2 oktober 2015.